# سعید دقیقی
سعید دقیقی (زاده ۱۱ فروردین ۱۳۶۴ در قزوین) بازیکن سابق و مربی فوتبال اهل ایران است وی درحال حاضر هدایت تیم فوتبال پیکان را در لیگ برتر خلیج فارس برعهده دارد.
همچنین دقیقی در زمان کارلوس کی‌روش و در سال ۱۳۹۰، دو بازی ملی برای تیم ایران انجام داد و موفق به ثبت یک گل شد. دقیقی در سال آخر فوتبال خود با پیراهن باشگاه فوتبال کاسپین (شمس آذر) از فوتبال کناره‌گیری کرد.
دقیقی در ۲۹ اردیبهشت ۱۳۹۶ در انتخابات پنجمین دوره شورای اسلامی شهر قزوین شرکت کرد و با کسب ۱۶٫۷۶۷ رأی به عضویت شورای شهر قزوین انتخاب شد.
دقیقی در فصل ۱۴۰۱–۰۲ به عنوان سرمربی شمس آذر قزوین با قهرمانی در لیگ دسته اول موفق شد این تیم دسته اولی را با قهرمانی در لیگ آزادگان به لیگ برتر رساند و با همین تیم در کسوت سرمربی در بیست و سومین دوره از مسابقات لیگ برتر فوتبال ایران شرکت پیدا کند.

## دوران باشگاهی
سعید دقیقی سابقه عضویت در باشگاه‌های فوتبال صباباتری تهران، پاس همدان، پیکان قزوین، شهرداری تبریز، سایپا کرج، تراکتور تبریز، گسترش فولاد تبریز، پیکان تهران، گسترش فولاد تبریز، مس کرمان، سیاه‌جامگان مشهد، کاسپین قزوین را نیز دارد.

## افتخارات

### باشگاهی

#### تراکتور تبریز
- جام حذفی(۱): ۹۳–۱۳۹۲

#### صبای قم
- جام حذفی(۱): ۸۴–۱۳۸۳

### مربیگری

#### شمس آذر قزوین
- لیگ آزادگان(۱): ۰۲–۱۴۰۱

## عضویت در شورای شهر قزوین
سعید دقیقی در انتخابات شورای شهر قزوین در لیست امید در انتخابات شوراهای شهر و روستا (۱۳۹۶) قرار گرفت و توانست آرای مورد نیاز(۱۶/۷۶۷) برای دستیابی به شورای شهر قزوین را کسب نماید.
دقیقی در ۲۹ اردیبهشت ۱۳۹۶ در انتخابات پنجمین دوره شورای اسلامی شهر قزوین شرکت کرد و با کسب ۱۶٫۷۶۷ رأی به عضویت شورای شهر قزوین انتخاب شد.

## سرمربیگری

### کاسپین قزوین
سعید دقیقی از سال‌های ۲۰۱۷ تا ۲۰۱۹ و به مدت ۲ فصل هدایت تیم کاسپین قزوین را برعهده گرفت.

### شمس آذر قزوین
سعید دقیقی در ۵ اسفند ۱۴۰۰ هدایت تیم فوتبال شمس آذر قزوین را برعهده گرفت و جانشین پژواک کرمپور شد و توانست در طی ۱۶ بازی برای این تیم ۳۰ امتیاز کسب کند و این تیم را از رتبه هفدهم جدول به رتبه هشتم جدول رساند. دقیقی در فصل ۰۲–۱۴۰۱ به عنوان سرمربی شمس آذر قزوین با قهرمانی در لیگ دسته اول موفق شد این تیم دسته اولی را به لیگ برتر خلیج فارس برساند و با همین تیم در کسوت سرمربی در بیست و سومین دوره از مسابقات لیگ برتر فوتبال ایران شرکت پیدا کند. دقیقی در فصل بعدی توانست شمس آذر قزوین را به رتبه پنجم جدول برساند.

### ملوان
سعید دقیقی در ۲۳ تیرماه ۱۴۰۳ هدایت تیم ملوان بندر انزلی را برعهده گرفت و جانشین مهدی تارتار در این تیم گیلانی شد. دقیقی پس از ۳ هفته حضور در بین انزلی‌چی‌ها از این تیم جدا شد و مجدداً به شمس آذر قزوین بازگشت.

### بازگشت مجدد به شمس‌آذر
سعید دقیقی در ۲۲ مرداد ۱۴۰۳ مجدداً هدایت شمس‌آذر را برعهده گرفت.
دقیقی پس از سپری کردن هشت هفته و تنها ثبت یک پیروزی در تاریخ ۲۹ مهر ۱۴۰۳ از شمس آذر قزوین جداشد.

### خیبر خرم‌آباد
وی در تاریخ ۳۰ مهر ۱۴۰۳ به خیبر خرم‌آباد پیوست.

### پیکان تهران
دقیقی در خرداد ۱۴۰۴ پس از جدایی از تیم‌ خیبر خرم‌آباد با امضا قراردادی ۱ ساله به عنوان سرمربی پیکان تهران در لیگ برتر خلیج فارس منصوب شد.